# Panamakanalens slussar

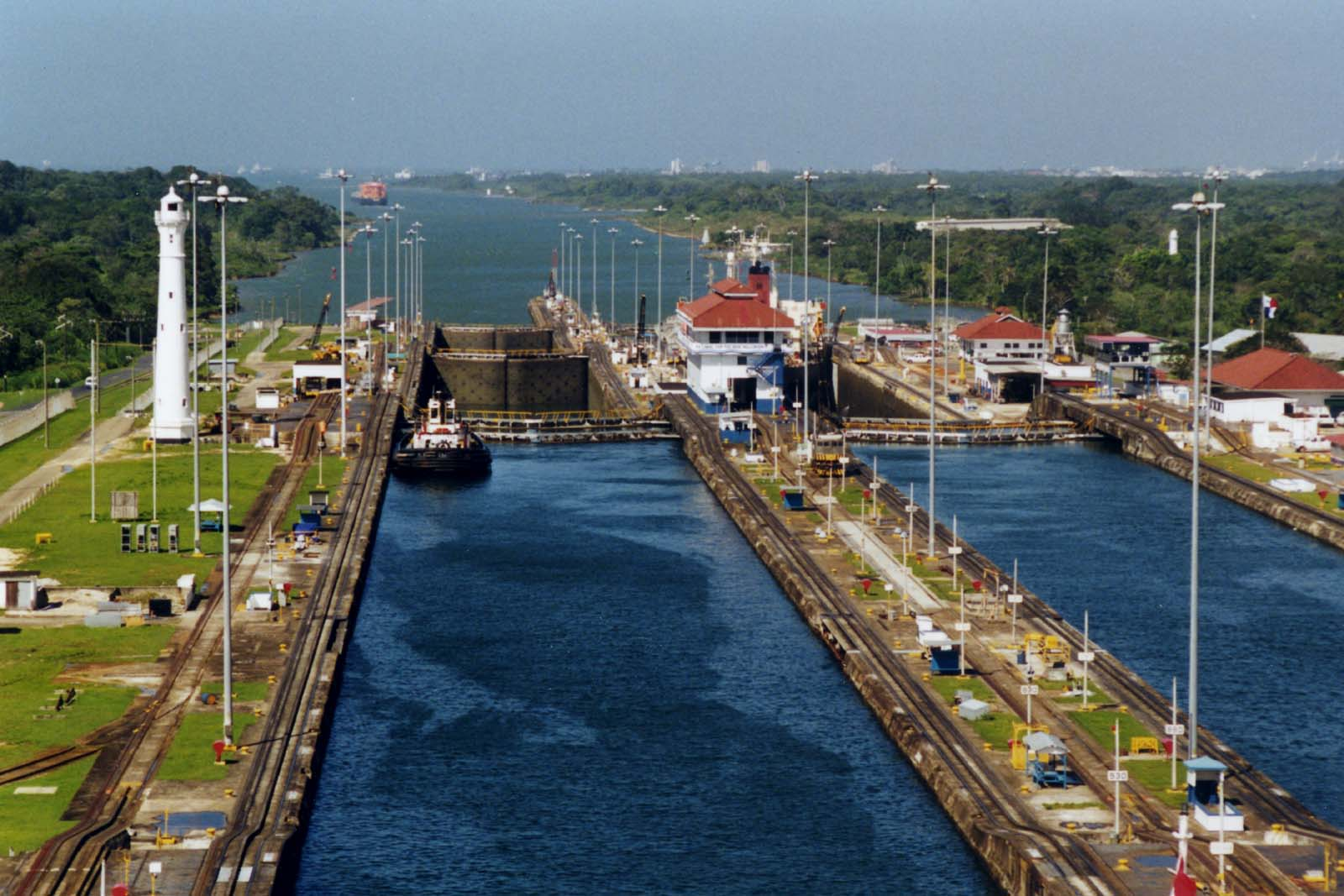
Gatuns slussar på Panama Canal, vy norrut emot Atlanten.

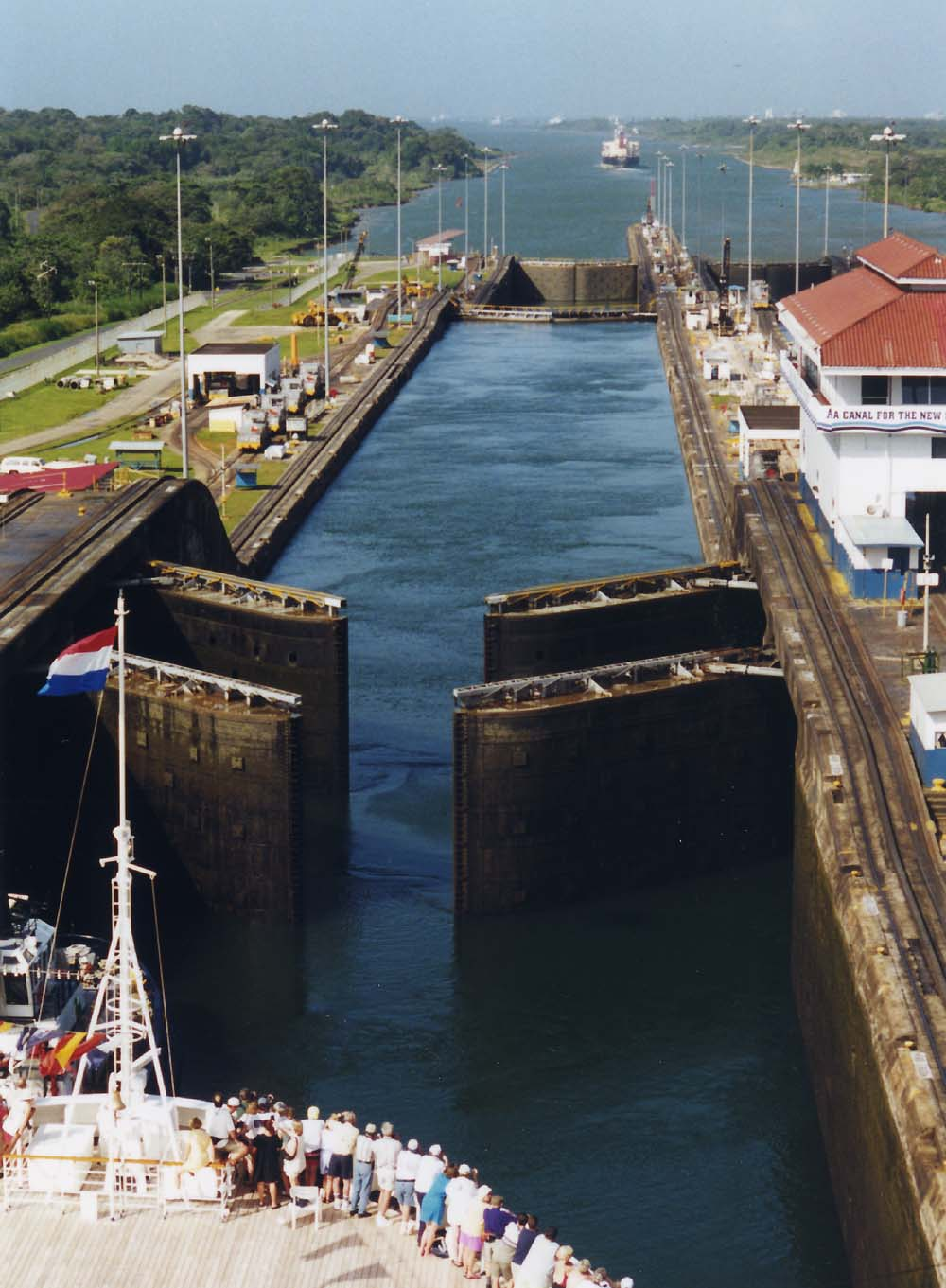
Gatunslussens port öppnar vägen för ett kryssningsfartyg på väg emot den karibiska änden av kanalen. Slussens båda ändar har dubbla portar av säkerhetsskäl.

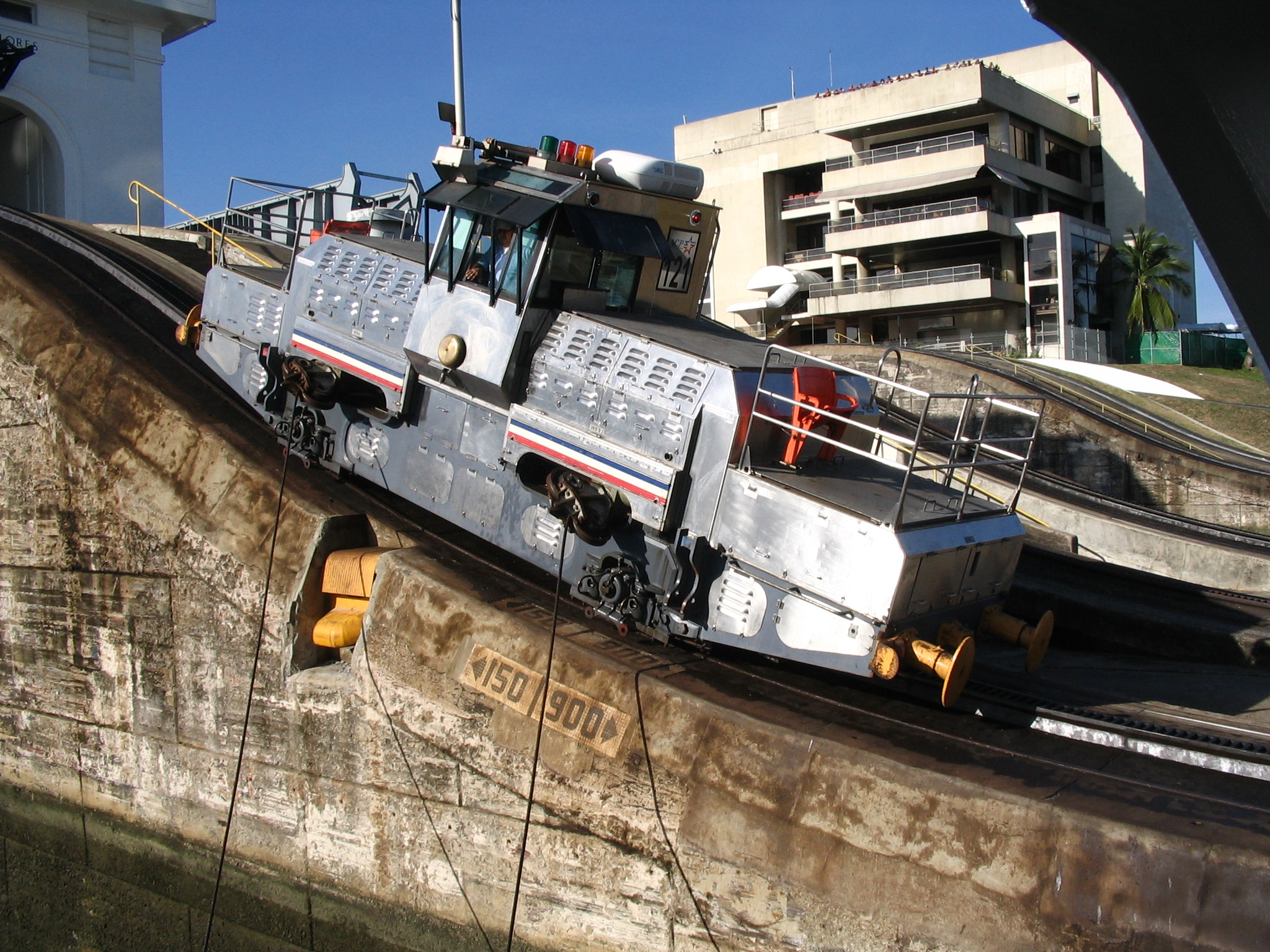
En "mula" i arbete vid Miraflores slussar. Miraflores Visitors Center ligger i bakgrunden.

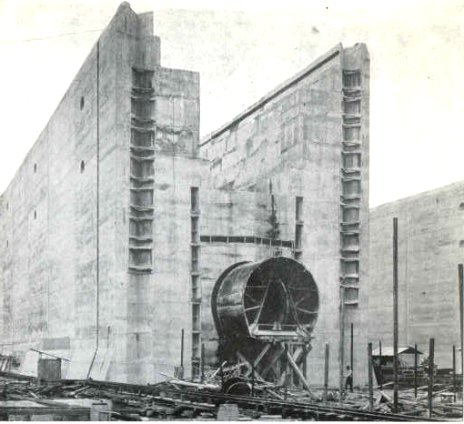
Gatunslussarnas mellanvägg under bygget 1910. Mannen som står jämte kulverten nere till höger visar formatet.

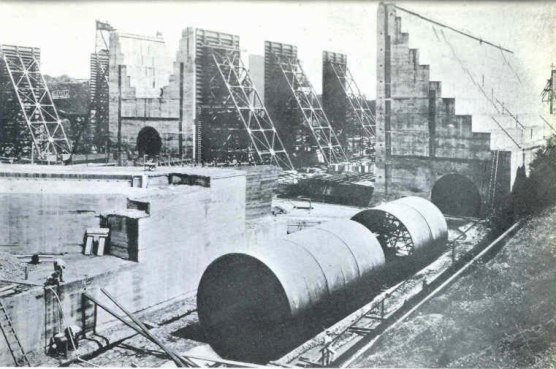
Huvudkulvertens form syns i förgrunden, framför slusskammarväggarna i bakgrunden.

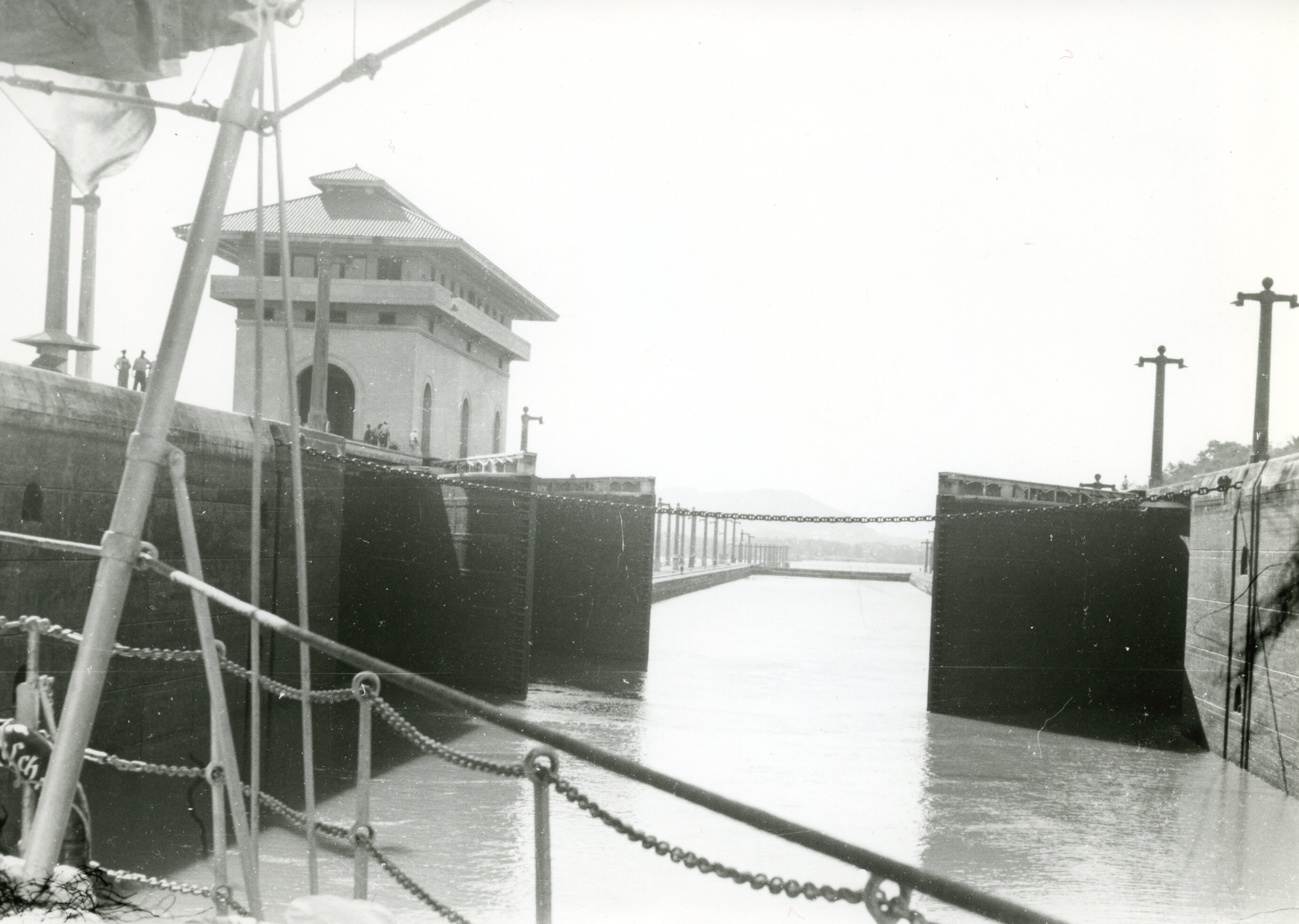
Fenderkedjor, bild från 1938

Panamakanalens slussar, som lyfter fartyg upp 25,9 meter (85 fot) till Panamakanalens huvudvattennivå, var ett av de största och svåraste ingenjörsprojekten någonsin vid början av förra seklet och kunde närmast bara jämföras med andra etapper av projektet. Inga andra konkreta byggen av jämförbar storlek gjordes fram till att Hooverdammen byggdes på 1930-talet. Den totala längden på slussarna, inklusive dess inledande portar är över 3 kilometer.
Slussarna, som totalt har sex steg, begränsar den maximala storleken på fartyg som kan gå genom kanalen och utgör Panamax. Vart och ett av dessa steg har två slusskammare, vilket fördubblar mängden trafik som hanteras. De 6 stegen höjer tillsammans fartyg från havet till den konstgjorda Gatúnsjön, som har en normalvattennivå 25,9 meter över havet. Slussarna började gjutas 1909 och blev klara 1913. Slussarna kommer dock inom en snar framtid att uppgraderas, så att både större och fler fartyg kan använda kanalen.

## Utformning
Det finns tre slussplatser i kanalen. Från Stilla havet i söder görs två sluss-steg på upp till den konstgjorda Mirafloressjön (1,7 kilometer lång) och ett sluss-steg görs norr om samma sjö, vid Pedro Miguel. Då har fartygen kommit upp till Gatúnsjöns nivå och en trestegssluss vid Gatún sänker sedan ned fartygen på Atlantsidan i norr. Alla tre slussplatserna är dubblerade, det vill säga: det finns två parallella slusstrappor vid var och en av de tre slussplatserna. Detta gör det möjligt att fartyg kan passera i båda riktningarna samtidigt, men stora fartyg kan inte mötas säkert i Gaillard Cut, så i praktiken går fartygen i konvoj i en riktning i taget, för att sedan köa vid respektive sluss.
Slusskamrarna är drygt 33,5 meter (110 fot) breda och 320 meter (1050 fot) långa, med en effektiv längd på 305 meter (1000 fot). Dessa mått bestämmer den maximala storleken på fartyg som kan använda kanalen, som är känd som Panamax. Den totala lyfthöjden i de tre stegen i Gatúns slussar är 25,9 meter (85 fot), slusshöjden vid Miraflores två sluss-steg är 16,5 meter (54 fot). Sluss-steget vid Pedro Miguel har en lyfthöjd på 9,5 meter (31 fot). Lyfthöjden vid Miraflores varierar, med tidvattnet på stillahavs-sidan, mellan 13,1 meter (43 fot) vid extrema högvatten och 19,7 meter (64,5 fot) vid extrema lågvatten. Tidvattenförändringarna på Atlantsidan är dock mycket små.
Slussarnas kammare är massiva betongkonstruktioner. Sidoväggarna är 13,7 till 15,2 meter (45 till 55 fot) tjocka vid basen och vid dess övre del går de ned i steg till 2,4 meter (8 fot). Centrumväggen mellan kamrarna är 18,3 meter (60 fot) tjock och rymmer tre långa kulvertar längs hela slussen. Den lägsta av dessa är en fyllning och tömningstunnel, över denna finns en kulvert för elektrisk utrustning och över denna finns en passage som ger tillträde till slussens maskineri.

## Fyllning och tömning
Varje slusskammare kräver 101 000 kubikmeter vatten för att fyllas från nedre till övre position, samma mängd vatten måste tappas från kammaren för att sänka det igen. Inuti sidoväggarna och centrumväggen ligger det tre stora kulvertar för vatten, som används för att leda in och ut vatten för att fylla och tömma slussarna. Dessa kulvertar börjar med en diameter av 6,7 meter (22 fot) och reduceras sedan till en diameter på 5,5 meter (18 fot) - stort nog att rymma ett tåg.
Det grenar sedan ut sig sidokulvertar från dessa större kulvertar, under slusskamrarna som mynnar ut i dess botten. Det finns 14 kulvertar i varje kammare, vardera med fem öppningar, samt 7 kulvertar från sidoväggarna som altererar med 7 kulvertar vid centrumväggen. Vattnet matas med gravitation och styrs av enorma kulvertventiler, med separata kontroll för varje kulvert. En slusskammare kan fyllas på 8 minuter och det finns då en mycket stor turbulens i slusskamrarna under denna process.

## Portarna
Slussportarna i de separata kamrarna i varje slusstrappa måste hålla emot en ansenlig mängd vatten och måste vara både starka och tillförlitliga nog att stå emot olyckor, eftersom fel i en port skulle kunna orsaka en katastrofal översvämning nedströms.
Slussportarna i denna kanal är av enorm storlek: de är allt från 14 till 25 meter höga, beroende på position, och 2,13 meter tjocka. De  portarna krävs vid Miraflores, på grund av stora tidvattenskillnaderna där. Det tyngsta portbladet väger 662 ton, gångjärnen i sig väger 16,7 ton styck. Varje port har två blad, 19,8 meter breda, som tillsammans bildar en V-form med spetsen uppströms. Detta arrangemang medför att vattentrycket från den högre nivån pressar portarnas gavlar samman ytterligare vilket medför att portarna bara kan öppnas när vattennivån på båda sidor är lika. 
Den ursprungliga portmaskineriet bestod av ett enormt drivhjul, driven av en elektrisk motor som drev en vevstake, som i sin tur var fäst vid portens centrum. Detta maskineri ersattes med hydrauliska cylindrar i januari 1998, efter 84 års tjänst. Portarna är ihåliga och sluttar emot den högre vattennivåns sida (ungefär som ett fartygsskrov) och är så väl balanserade att två 19 kW (25 hk) motorer är nog att flytta varje portblad. Om en motor skulle få ett driftstopp, kan den andra fortfarande driva porten med reducerad hastighet. 
Varje slusskammare innehåller också ett par extra portar som kan användas för att dela kammare i två, vilket är utformat för att möjliggöra transitering av mindre fartyg - såsom kanalbogserbåtar - utan att använda hela den vattenkrävande slusskammaren. Detta beror på att de flesta fartyg i 1900-talets början, var mindre än 183 meter (600 fot) i längd och skulle därför inte behöva hela kamrarnas längd. Numera används dessa portar allt mer sällan, utan mindre båtar som turbåtar, bogserbåtar och yachter passerar istället i grupp.

## Mulor
Det anses vara en viktig säkerhetsfunktion att fartyg dras genom slusskamrarna av ellok, kända som mulor (uppkallade efter de mulor som traditionellt används för att dra pråmar) på slussarnas kanter. Dessa mulor används för både styrning och bromsning i de förhållandevis trånga slussarna (relativt dagen fartyg). Rörelsen framåt genom slussarna tillhandahålls normalt av fartygens egna motorer och inte mulans. När ett fartyg närmar sig slussen går den först emot en guidevägg, som är en förlängning av centrumväggen. Där tas fartyget under kontroll av mulor före inpassering mellan slussportarna.
Vid fortsatt färd framåt ansluter ytterligare en mula på sidoväggen. När det handlar om större fartyg finns det två mulor på varje sida i fören och två vardera sidan i aktern - åtta totalt, vilket möjliggör exakt kontroll av fartyget.
Mulorna kör på räls med inlagda kuggstänger. Varje mula har en kraftfull vinsch som drivs av föraren, dessa används för att mata in eller ut stålvajer, för att hålla fartyget centrerad i slussen, under färd från kammare till kammare. Med såpass lite som 60 cm (2 fot) utrymme på varje sida av ett fartyg, krävs det vana operatörer som handhar mulorna.
Mindre fartyg, såsom små turbåtar och privata båtar, tas som dock hand om manuellt, där förtöjningstampar angörs till slussväggen.

## Säkerhet
Ett fel på slussportarna - som till exempel orsakas av en skenande fartyg som rammar en port - kan utlösa en översvämning nedströms slussarna, utifall sjöarna ovanför slussarna (Gatúnsjön eller Mirafloressjön) skulle dräneras genom slussarna. En extra säkerhet emot detta är att fördubbla portarna i båda ändarna av den övre slusskammaren i varje slusstrappa, varför finns det fyra portar i varje slusstrappa som skulle behöva sättas ur spel för att göra det möjligt för vattnet att passera nedströms. Dessa extra portar ligger 21 meter (70 fot) från de ordinarie slussportarna.
Ursprungligen hade slussarna även kedjehinder, som sträckte sig över slusskamrarna för att hindra ett fartyg från att ramma en port och som sänktes i slusskammaren vid tillåten passage. Dessa hinder var dimensionerade för att bromsa fartyg upp till 10 000 ton, men med tanke på dagens exakta kontroll av fartyg som möjliggjorts genom mulor, var det var mycket osannolikt att dessa kedjor någonsin skulle krävas. Många fartyg som passerar kanalen är dessutom över 60 000 ton och med tanke på kostnaden för att behålla och eventuellt uppgradera dem minskade de i antal 1976 och avskaffades slutligen 1980.
Utöver detta hade det ursprungliga utformningen av slussarna ännu en säkerhetsfunktion - nöddammluckor som kunde svängas ut på den övre delen av varje slussplats. Dessa bestod av svängbroar, från vilka stålbalkar sänktes till slussens botten. I dessa kunde sedan stålluckor firas ned för att blockera ett vattenflöde. Det hölls övningar dag som natt varje månad, för att säkerställa att dessa dammluckor kunde användas vid en eventuell nödsituation.
I slutet av 1930-talet ersattes dessa ursprungliga dammluckor med en ny typ, som hissades upp från slitsar i botten av slusskamrarna. Detta nya säkerhetssystem togs ur bruk i slutet av 1980 och i dag finns det inget nödsystem av denna sort på plats.

## Manövrering
Eftersom all utrustning av slussarna drivs elektriskt, kan hela processen att slussa ett skepp upp eller ner styras från ett centralt kontrollrum, som ligger i centrumväggen i den övre slussen. Kontrollerna var från början utformade för att minimera risken för operatörsfel och omfattade en fullständig modell av slussar, med rörliga komponenter som speglade statusen för de verkliga slussportarna och ventilerna. På detta sätt kan operatören se exakt vilken status slussarna och vattenventiler hade.
Kontrollerna har inbyggda förreglingar för att säkerställa att inga reglage kan påverkas om inte alla förutsättningar är uppfyllda. Det går till exempel inte att öppna ett utlopp samtidigt som man försöker fylla på en slusskammare.

## Konstruktion
Den första betongen göts, vid Gatúns slussplats, den 24 augusti 1909. Gatúns slussar är byggda i en utskuren bergskulle, som gränsar till sjön. Detta föranledde en utgrävning av 3,8 miljoner kubikmeter material, mest sten. Slussarna byggdes av 1 564 400 kubikmeter betong.
Den mängd material som behövdes för att bygga slussarna krävde en omfattande logistisk insats. Stenen kom från Portobelo till Gatún, arbetet vid Stilla havssidan använde sten som bröts ur Ancon Hill.
Enorma linbaneanläggningar byggdes för att transportera betong till bygget i Gatún. På kanalkanten byggdes 26 meter höga torn och 6 cm tjocka stålvajrar var uppträdda som stag mellan dem. Dessa kablar användes för att transportera behållare med upp till 6 ton betong i taget till slussens gjutning. Elektriska järnvägar byggdes för att ta sten, sand och cement från hamnen till en betongblandningsanläggning, varifrån en annan elektrisk järnväg tog två 6-tons behållare i taget till linbanorna. De mindre konstruktioner vid Pedro Miguel och Miraflores använde kranar och ånglok på ett liknande sätt.
Betong är normalt gjuten i formar. För en enklare konstruktion, skulle dessa normalt göras av trä, men slussarnas storlek krävde extraordinära formar.
Formarna för väggarna bestod av torn på räls, med 19 cm stagade tjocka plåtar vertikalt monterade. När en sektion var gjuten kunde den enkelt kunde flyttas till nästa gjutsektion. Vart och ett av de tolv byggda tornen var 23,8 meter högt och 11 meter brett. Formarna för kulvertar var gjorda av stål och var hopfällbara så att de kunde tas bort och flyttas längs avsnitten. Det fanns totalt 33 formar för centrumväggens och sidoväggarnas kulvertar, varje 3,7 meter långa samt 100 mindre formar för sidokulvertar.
Stilla havssidan slussar var färdiga först, singelsteget vid Pedro Miguel 1911 och Miraflores i maj 1913.
Den sjögående bogserbåten Gatún, en atlantgående bogserbåt som användes för transport av pråmar, hade äran att den 26 september 1913, göra den första slussningen vid Gatún. Slussning gick perfekt, trots att alla ventiler kontrollerades manuellt eftersom det centrala kontrollbordet ännu inte var klart.